# ČSD-Baureihe M 11.0
Als ČSD-Baureihe M 11.0 wurden schmalspurige Motortriebwagen der einstigen Tschechoslowakischen Staatsbahnen ČSD bezeichnet, welche wegen ihres markanten Dachführerstandes als Tatra-Turmtriebwagen („Věžák“) bekannt geworden sind.

## Geschichte
In den 1920er Jahren sahen sich die ČSD gezwungen, der wachsenden Konkurrenz des Straßenverkehrs zeitgemäße, schnellere Fahrzeuge entgegenzusetzen. Nach dem erfolgreichen Einsatz benzol-elektrischer Triebwagen im Fernverkehr auf den Hauptbahnen sollten auf den Lokalbahnen entsprechende Fahrzeuge zum Einsatz gelangen.
Ende der 1920er Jahre entwickelte die Firma Tatra in Kopřivnice (Nesselsdorf) erstmals Fahrzeuge einer wegweisenden Konstruktion, bei der ein leichter Benzinmotor in Fahrzeugmitte einen weitgehend symmetrisch aufgebauten Wagen antrieb. Die M 11.0 entsprachen in ihrer Konstruktion den gleichzeitig entwickelten normalspurigen M 120.3. Wegen des geringeren Umgrenzungsprofils der Schmalspurbahnen wurden die Fahrzeuge jedoch kürzer und schmäler ausgeführt.
Im Dezember 1928 lieferte Tatra die ersten zwei Schmalspurtriebwagen an die ČSD aus, denen bis 1932 noch sieben weitere folgten. Fabrikneu gelangten die M 11.001 und 002 zur Schmalspurbahn Röwersdorf–Hotzenplotz, die M 11.003, 004, 005 und 009 zur Borzsatalbahn und die M 11.006 bis 008 zu den südböhmischen Schmalspurbahnen Jindřichův Hradec–Obrataň und Jindřichův Hradec–Nová Bystřice.
Um eine Zugbildung zu ermöglichen, fertigte Tatra zu den Triebwagen fünf passende Beiwagen. Drei Wagen der Bauart CDv/u boten neben 24 Sitzplätzen dritter Klasse ein kleines Dienstabteil. Zwei Wagen Cv/u waren reine Sitzwagen mit 28 Sitzplätzen.
Nach der Angliederung des Sudetenlandes an Deutschland im Herbst 1938 gelangten die M 11.001, 002 und 006 gemeinsam mit ihren Einsatzstrecken in den Bestand der Deutschen Reichsbahn. Sie erhielten dort die neuen Betriebsnummern VT 136 001 bis 003. Die DR setzte den VT 136 003 später auf den Waldviertler Schmalspurbahnen in Österreich ein. Diese drei Fahrzeuge fielen am Ende des Zweiten Weltkriegs 1945 den Kampfhandlungen um Hotzenplotz zum Opfer.
Die vier auf der Borzsatalbahn eingesetzte Fahrzeuge kamen während des Zweiten Weltkriegs zur Ungarischen Staatsbahn MÁV. Ein Triebwagen (M 11.009) verblieb nach dem Krieg bei einer Waldbahn in Rumänien. Noch 1983 befand sich das Fahrzeug im Eigentum des rumänischen Forstbetriebes CFF in Sighetu Marmației.
Nach dem Zweiten Weltkrieg wurden die wenigen verbliebenen Triebwagen bei der Schmalspurbahn Třemešná–Osoblaha konzentriert. Mit der Indienststellung der neuen Schmalspurdiesellokomotiven T 47.0 wurden diese dort bis 1954 ausgemustert. Von der Reihe M 11.0 blieb kein Fahrzeug museal erhalten.

## Technische Merkmale

### Fahrzeugaufbau
Die Rahmenkonstruktion war nach den Konstruktionsprinzipien der Motorwagen von Tatra aufgebaut: eine stählerne, selbsttragende Konstruktion aus Längs- und Querträgern mit durch Querverstrebungen und Winkeleisen versteiftem Fachwerk. Die Träger für die Verstrebungen waren aus gepresstem Profileisen gefertigt und miteinander vernietet. Das Gerippe des Wagenkastens war aus Eichenholz gefertigt, durch Bandeisen verstärkt, und mit Winkeleisen am Rahmen befestigt. Außen war der Wagenkasten mit Stahlblechen verkleidet und innen mit Sperrholzplatten ausgekleidet. Das Dach war innen mit Holz vertäfelt, außen diente eine Dachleinwand als Überzug. Der Fußboden war mit Holz verkleidet und mit Filzplatten sowie Linoleum bespannt. Die Wände waren innen eschefarben lackiert, das Dach innen weiß gestrichen.
Unterteilt war der Triebwagen in den mittleren Einstiegsraum und den beiden, an den Wagenenden befindlichen Abteilen für die Reisenden. An den Stirnseiten des Abteiles der Reisenden befand sich eine nach innen zu öffnende Tür mit gitterförmigen Geländer und Klappbrücke, um den Zugbegleitpersonal den Übergang vom Triebwagen in den Beiwagen während der Fahrt zu ermöglichen. Jede Wagenseite war mit drei großen festen Fenstern sowie an den Wagenenden mit je einem herablassbaren Fenster versehen. An den Stirnseiten befanden sich zwei Fenster mit Festverglasung. Der Einstiegsraum war über Schiebetüren von außen erreichbar, von ihm wurde durch eine Drehtür das Abteil der Reisenden erreicht. Die Sitzplätze waren einfache Lattensitze und in der Anordnung 2+2 angeordnet. Im Einstiegsraum befanden sich einige Notsitze.
Die Belüftung des Wagenkastens erfolgte über kleine Lüfter über den Fenstern. Zur Beheizung des Triebwagens diente die Abwärme der Auspuffgase des Motors. Vom Einstiegsraum konnte der Lokführer über einen schmalen Schacht in den Turm über dem Wagendach mit dem Lokführerstand gelangen. Ein herablassbares Fenster an den Seiten und zwei kleine Fenster an den Stirnseiten des Turmes ermöglichten dem Lokführer eine ausreichende Sicht auf die Strecke.
Das Fahrgestell bestand aus zwei Achsen, von denen die hintere als Antriebsachse diente. Diese wurde von dem Getriebe über eine Kardanwelle angetrieben. Die Achsen waren aus Chrom-Nickel-Stahl gefertigt und mit Wälzlagern in den Radlagern gelagert. Die Federung erfolgte durch weiche Blattfedern, sie waren über den Radlagern angeordnet.
Als Kupplung war der Triebwagen mit der Trichterkupplung ausgerüstet, wie sie bei Schmalspurbahnen üblich war. Der Triebwagen war mit einer Indirekten Bremse und einer Handbremse ausgerüstet. Diese diente gleichzeitig als Feststellbremse. In dem Fahrgastraum befand sich ein Notbremshahn.

### Antriebsanlage
Als Antrieb war ein Sechszylinder-Ottomotor von Tatra eingebaut, der seine Leistung über ein mechanisches Getriebe an eine Achse abgab. Der Motor war unterhalb des Führerstandes im Rahmen hängend angeordnet. Er war als Einrichtungsmotor ausgeführt und wurde mit einem elektrischen Anlasser der Marke Scintella angelassen. Ersatzweise konnte der Motor durch eine Handkurbel gestartet werden. Die Motorleistung wurde über ein Wechselgetriebe und eine Kardanwelle mittels Kegelrädern auf die hintere Achse übertragen. Diese Kegelräder waren als Wendegetriebe ausgelegt. Zwischen Motor und Getriebe befand sich die Kupplung.
Das Wechselgetriebe bestand aus einem einfachen Schaltgetriebe mit vier Geschwindigkeitsschaltstufen. Das Wendegetriebe bestand aus einem Kegelradgetriebe, wobei zwei Kegelräder fest auf der Antriebsachsen befestigt waren. Zur Richtungsänderung wurde das Antriebskegelrad verschwenkt, es griff in ein Abtriebskegelrad auf der Antriebsachse ein.
Der Motor war wassergekühlt. Das Kühlwasser wurde über zwei neben dem Führerstand angebrachten Kühlelementen mittels einer Kreiselpumpe durch den Motor gefördert und gelangte danach wieder zu den Kühlelementen zurück. Gekühlt wurde das Wasser durch den Fahrtwind. Ein Thermostat regelte die Kühlwassertemperatur.
Die für die pneumatische Bremse benötigte Druckluft erzeugte ein vom Motor angetriebener Kompressor, seine Leistung betrug bei 4,5 bar 12,6 m³ pro Stunde. Der Kraftstoffvorrat betrug 150 l. Er war in zwei kleinen Behältern auf dem Dach vor und hinter dem Führerstand angeordnet. Der Kraftstoff gelangte über einen Malivert-Filter zum Vergaser.